# Metalist (Lugansk)
Metalist (en ucraniano: Металіст) es una localidad del raión de Slovianoserbsk, en el óblast de Lugansk, Ucrania.
- Datos: Q4291533